# Full Frontal
Full Frontal é um filme americano de 2002 dirigido por Steven Soderbergh. Seu tema é a vida em Hollywood.

## Elenco
- David Duchovny - Gus
- Enrico Colantoni - Arty
- Nicky Katt - Hitler
- Catherine Keener - Lee
- Mary McCormack - Linda
- David Hyde Pierce - Carl
- Julia Roberts - Francesca/Catherine
- Blair Underwood - Calvin/Nicholas
- Jeff Garlin - Harvey
- David Alan Basche - Agente Nicholas
- Terence Stamp - Homem do plano/ Ele mesmo
- David Fincher - Diretor
- Jerry Weintraub - Jerry